# Petrisor Voinea
Petrisor Voinea (sinh ngày 28 tháng năm 1990) là một cầu thủ bóng đá người Romania hiện đang thi đấu cho Sun Pegasus FC ở giải bóng đá hạng nhất Hồng Kông.

## Sự nghiệp câu lạc bộ

### Italia
Petrisor bắt đầu sự nghiệp bóng đá của anh ở Italia đã thi đấu cho Livorno Calcio trong đội Primavera, Petrisor đã được đưa đến bóng đá chuyên nghiệp bởi Sangiustese  đã cho phép anh ra mắt tại Serie C2 mùa giải 2009-2010. Sau đó, anh tiếp tục thi đáu cho các câu lạc bộ khác nhau ở Italia. Câu lạc bộ cuối cùng của anh ở Italia là Manduria.

### Việt Nam

#### Câu lạc bộ bóng đá The Vissai Ninh Bình
Petrisor đã chuyển đến The Vissai Ninh Bình vào mùa giải 2014 tại V-League. Anh cũng sẽ được tham dự AFC Cup 2014.
Ngày 4 tháng 1 năm 2014, Vissai Ninh Bình thi đáu tại giải Siêu cúp Việt Nam với Hà Nội T&T. Trận đấu kết thúc 2-2 trong thời gian thi đấu chính thức, nhưng sau loạt sút luân lưu, Vissai Ninh Bình đã chứng tỏ họ là đội bóng tốt hơn trong ngày và mang về nhà đầu tiên của họ danh hiệu của mùa giải.
Voinea xuất hiện lần đầu tiên cho đội bóng mới của mình trong trận đấu AFC Cup với Nam Hoa tại sân vận động Hồng Kông. Anh thi đấu một đầy đủ 90 phút và góp phần vào chiến thắng quan trọng trong khi kiếm được 3 điểm trong trận đấu mở màn của đội. Anh có đường kiến tạo thành bàn trong cả hai vai trò phòng thủ và tấn công của mình. Voinea đã được danh hệu Cầu thủ xuất sắc nhất trận.
Trong trận đấu thứ hai vào ngày 12 tháng 3 năm 2014 chống lại Yangon United, Voinea một lần nữa khẳng định giá trị của mình cho Vissai Ninh Bình khi anh ghi bàn và giúp đội bóng chiến thắng 3-2 để đưa đội bóng lên dẫn đầu bảng G với 6 điểm trong 2 trận đấu.
Voinea ghi được bàn thắng cho đội bóng trong một chiến thắng sân khách trước Kelantan FA. Trận đấu kết thúc 3-2 và Vissai Ninh Bình khẳng định vị trí của mình ở vị trí đầu bảng với tổng cộng 9 điểm và 3 chiến thắng trong 3 trận. Voinea đã thi đấu 270 phút ở AFC Cup 2014.
Trong trận đấu thứ 4 Voinea mở tỉ số với một cú solo rất đẹp từ ngoài vòng cấm. Tỉ số cuối cùng với Kelantan FA trên sân nhà tại Việt Nam là 4-0. Trận đấu này đã cho thấy trình độ Vissai Ninh Bình và chỉ cần thêm một điểm là cần thiết đảm bảo đủ điều kiện đứng đầu tiên trong nhóm.

#### Sông Lam Nghệ An
Sau một vụ bán độ của 10 cầu thủ Vissai Ninh Bình 
, anh được chuyển đến Sông Lam Nghệ An trong phần còn lại của mùa giải Eximbank V. League 2014. Anh mặc áo số 77 vì số 7 đã được cầu thủ Ngô Hoàng Thịnh dùng.

### Hồng Kông

#### Sun Pegasus FC
Voinea đã ký một hợp đồng 2 năm với câu lạc bộ Sun Pegasus.

## Thống kê sự nghiệp
| Đội                  | Giải đấu            | Mùa giải  | Giải đấu | Giải đấu  | Giải đấu | Cúp     | Cúp       | Cúp      | Cúp quốc tế1 | Cúp quốc tế1 | Cúp quốc tế1 | Tổng    | Tổng      | Tổng     |
| Đội                  | Giải đấu            | Mùa giải  | Số trận  | Bàn thắng | Kiến tạo | Số trận | Bàn thắng | Kiến tạo | Số trận      | Bàn thắng    | Kiến tạo     | Số trận | Bàn thắng | Kiến tạo |
| -------------------- | ------------------- | --------- | -------- | --------- | -------- | ------- | --------- | -------- | ------------ | ------------ | ------------ | ------- | --------- | -------- |
| Sangiustese          | Serie C2            | 2009-2010 | 7        | 1         | 0        | 2       | 0         | 0        | —            | —            | —            | 9       | 1         | 0        |
| Recanatese           | Serie D             | 2010–11   | 20       | 9         | 6        | 3       | 1         | 0        | —            | —            | —            | 23      | 10        | 6        |
| Sambenedettese       | Serie D             | 2011–12   | 24       | 12        | 5        | 3       | 2         | 0        | —            | —            | —            | 27      | 14        | 5        |
| Subasio              | Eccellenza          | 2012–13   | 27       | 14        | 4        | 2       | 0         | 1        | —            | —            | —            | 29      | 14        | 5        |
| Manduria             | Eccellenza          | 2013      | 13       | 8         | 3        | 2       | 1         | 1        | —            | —            | —            | 15      | 9         | 4        |
| The Vissai Ninh Bình | V-League            | 2014      | -        | -         | -        | -       | -         | -        | 4            | 3            | 2            | 4       | 3         | 2        |
| Sông Lam Nghệ An     | V-League            | 2014      | 4        | 1         | 0        | -       | -         | -        | -            | -            | -            | 4       | 1         | 0        |
| Sun Pegasus          | Hạng nhất Hồng Kông | 2014      | -        | -         | -        | -       | -         | -        | -            | -            | -            | -       | -         | -        |
| Tổng cộng            | Tổng cộng           | Tổng cộng | 95       | 45        | 18       | 12      | 4         | 2        | 4            | 3            | 2            | 111     | 52        | 22       |

1Thi đấu tại AFC Cup.